# Gare de Boncourt
Pour les articles homonymes, voir Boncourt.
La gare de Boncourt est une gare ferroviaire suisse de la ligne de Delémont à Delle. Elle est située rue de la Gare, à environ 500 mètres, dans le sud de la localité centre de la commune de Boncourt, dans le canton du Jura.
Mise en service en 1912, c'est pendant de nombreuses années une gare voyageurs et marchandises.
Gare d'évitement, c'est un point d'arrêt voyageurs des Chemins de fer fédéraux suisses (CFF) desservi par des trains RegioExpress.

## Situation ferroviaire
Établie à 373 mètres d'altitude, la gare frontière de Boncourt est située au point kilométrique (PK) 123,35 de la ligne de Delémont à Delle, entre la gare suisse de Buix et la gare française de Delle où la ligne s'embranche sur la ligne française de Belfort à Delle.

## Histoire

### Première période (1872-1992)
Les premiers trains passent à Boncourt le 23 septembre 1872, lorsque la compagnie du chemin de fer Porrentruy–Delle (PD) ouvre à l'exploitation sa ligne de Porrentruy à Delle. Mais à cette époque il n'y a ni halte ni gare, mais uniquement un passage à niveau entre le pont routier sur l'Allaine et l'actuelle route du Jura.
Le projet d'une gare, ou halte, à Boncourt est demandée le 20 septembre 1877. L'assemblée communale fait de nouveau la même demande le 7 septembre 1902. C'est le 20 septembre 1909 que la commune vote crédit de 40 000 fr et cède un terrain à la Compagnie, pour la construction d'une gare. Les Chemins de fer fédéraux suisses complètent la somme accordant, en 1910, un crédit de 500 000 fr. L'ouverture du chantier a lieu le 27 février 1911. La gare de Boncourt est inaugurée le 29 septembre 1912.
Le chantier de construction d'un pont sur l'Allaine, en face de la gare, est mis en adjudication le 24 décembre 1912.

Passage de la ligne Porrentruy–Delle à Boncourt
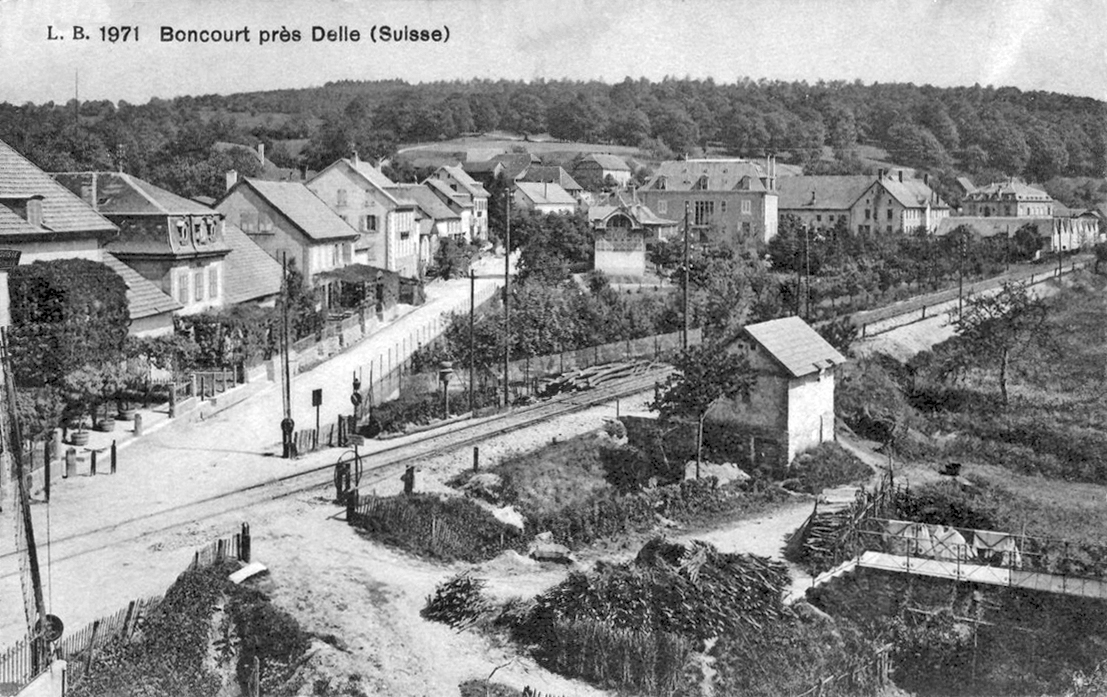
Avant la gare, vers 1900.
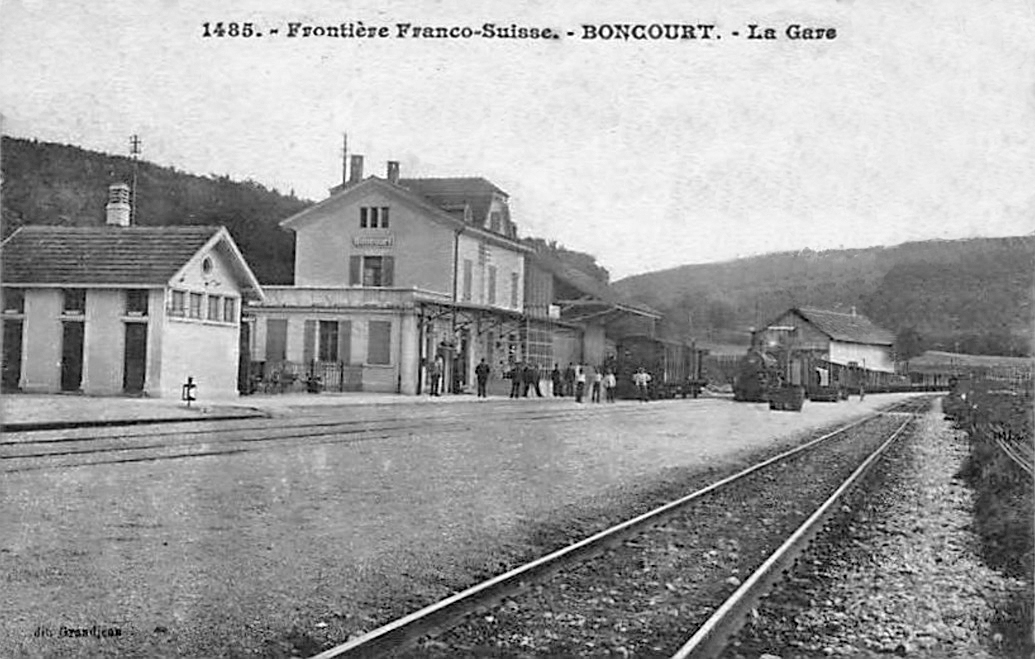
La gare, vers 1913.

Le 27 mai 1967 le bureau secondaire des douanes de Boncourt-gare est fermé comme le bureau principal de Porrentruy. Le 19 juin 1986 lors d'une question d'un député sur la gare, le gouvernement jurassien indique qu'il suit de près les projets français qui auront des conséquences sur le « sort de la gare de Boncourt ».
En 1992, les français ferment la ligne, sur 20 km, de Delle vers Belfort.
Le 15 décembre 2000, des pétitions arrivent au gouvernement jurassien demandant la réouverture des gares de Bassecourt et de Boncourt. Le 21 octobre 2004 le tronçon de ligne entre les gares de Delle et de Boncourt est déclarée rouvert par les autorités juraciennes et de la région Franche-Comté, mais il faut attendre l'important chantier, en 2006, de rénovation de la voie pour qu'une réouverture des circulations soit réelle le 10 décembre 2006.
En 2014, l'avenir du bâtiment principal est en question.
À la fin de l'année 2018, la réouverture de la ligne française de Belfort à Delle permet une desserte sans changement par des trains CFF ayant pour terminus la halte de Meroux située à 50 m de la Gare de Belfort - Montbéliard TGV,.
En 2024, les quais de la gare de Boncourt ne répondent plus aux exigences en matière d’accessibilité aux trains pour les personnes à mobilité réduite. Les CFF modernisent donc leurs installations existantes et améliorent les accès aux quais. Des travaux importants sont entrepris en 2025. La fines tavaux, y compris les finitions, est prévue à l'été 2026.

## Service des voyageurs

### Accueil
Point d'arrêt voyageurs CFF, sans personnel. Elle dispose d'un quai central surélevé avec un éclairage avec un passage sous voies pour y accéder.

### Desserte
Boncourt est desservie par les trains RegioExpress de la relation Bienne (ou Delémont) – Delle (ou Meroux (TGV).

### Intermodalité
Elle dispose d'emplacements aménagés pour les vélos et de places de parking pour les véhicules.